# Związek Kobiet w Walonii

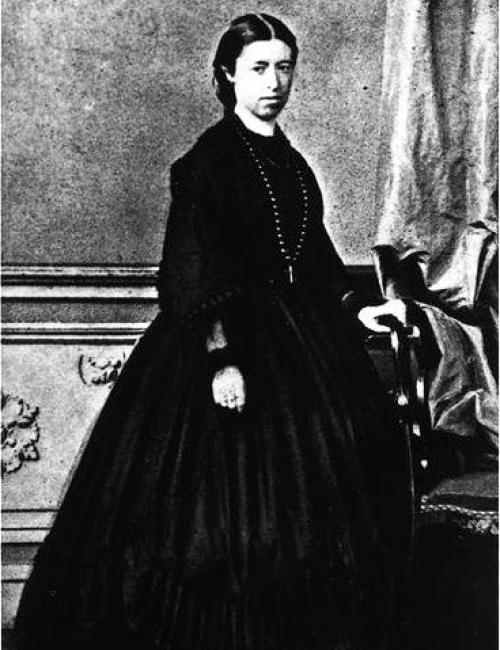
Léonie de Waha, założycielka UFW

Flaga Regionu Walońskiego

Związek Kobiet w Walonii (franc. Union des Femmes de Wallonie) – belgijska organizacja kobieca założona w 1912 roku w Liège przez Léonie de Wahę i Marguerite Delchef. Celem jej powstania było wzbudzenie zainteresowania kobiet kulturą i polityką regionu. Początkowo Związek zachęcał je do wzięcia udziału w procesie odrodzenia Walonii i odbudowania tożsamości narodowej jej mieszkańców, zwłaszcza jeśli chodzi o ich język, folklor i tradycję. Po I wojnie światowej organizacja wznowiła swoją działalność, więcej uwagi poświęcając kwestii emancypacji kobiet. W latach trzydziestych XX wieku koncentrowano się na uzyskaniu przez nie praw wyborczych, ich edukacji w ramach szkolnictwa wyższego i możliwościach zawodowych kobiet, chociaż niektórzy nadal podkreślali znaczenie roli kobiet w gospodarstwach domowych. W latach 1920–1936 UFW wydawała czasopismo La Femme wallonne, które przedstawiało kobiece podejście do panujących w tym czasie stereotypów na ich temat i uświadomiło kobiety jak ważne jest uzyskanie powszechnego prawa wyborczego. 

## Historia
Związek powstał 28 października 1912 roku. Bezpośredni wpływ na jego założenie miał list Julesa Destrée napisany 15 sierpnia tego roku do belgijskiego monarchy Alberta I Koburga. Autor zawarł w nim postulat rozdzielenia Walonii i Flandrii oraz ustanowienia L'Assemblée wallonne w dniu 20 października.  
Przewodniczącą organizacji była pedagog Léonie de Waha, wiceprzewodniczącą Marie Defrecheux, a sekretarzem filolog Marguerite Delchef. Związek postawił sobie za cel zachęcenie kobiet do zaangażowania się w rozwój tradycji kulturowych Walonii. 
W okresie do I wojny światowej Związek utworzył komitet do spraw pracy socjalnej, zorganizował szereg konferencji i wydawał kwartalnik Union des Femmes de Wallonie. W czasie wojny nadal funkcjonował, ale działalność ograniczała się do obszaru miasta Liège. Po zakończeniu działań wojennych Związek zmodyfikował swój statut i poszerzył zakres swoich działań, teraz nastawionych na „obronę kultury francuskiej, wspieranie intelektualnej i artystycznej edukacji kobiet, nadążanie za kształtowaniem i rozwojem ruchu walońskiego oraz podejmowanie wszelkich możliwych środków, by utrwalić pamięć o okropnościach popełnionych przez wroga w czasie wojny”. 
Na początku lat dwudziestych XX wieku, liczne partie polityczne zachęcały wszystkie kobiety w kraju do wzięcia udziału w wyborach. Mimo tego że nie miały one jeszcze pełni praw wyborczych (Belgijki uzyskały pełne prawo wyborcze w 1948), pojawiały się plakaty wzywające je do wpływania na sposób głosowania ich mężów. Nadal zachęcano je także do podejmowania zatrudnienia, nawet w obliczu wzrostu bezrobocia wśród mężczyzn, co można zobaczyć w artykule Marie Delcourt z 1926 opublikowanym w La Femme wallonne. Kryzys gospodarczy z 1934 spowodował jeszcze większy wzrost bezrobocia. To skłoniło katolickiego senatora Georgesa-Ceslas Ruttena do złożenia propozycji ograniczenia pracy kobiet w fabrykach czy biurach. Delcourt ponownie zareagowała, publikując artykuł zatytułowany Le chômage et le travail des femmes. Argumentowała w nim, że pracodawcy, będący w większości posłami, chcieli zwalniać kobiety z pracy, ponieważ w konsekwencji zachęciłoby to mężczyzn do głosowania na nie. Jedynym rozwiązaniem w tej sytuacji było więc danie kobietom możliwości zagłosowania.  